# Onno Poppinga
Onno Poppinga (* 1943 in Ostfriesland) ist ein deutscher Agrarwissenschaftler. Er war Hochschullehrer am Fachbereich Ökologische Agrarwissenschaften, zuletzt im Fachgebiet „Landnutzung und regionale Agrarpolitik“, an der Universität Kassel und ist Mitgründer der Arbeitsgemeinschaft bäuerliche Landwirtschaft.

## Leben, Werdegang
Onno Poppinga wurde als Sohn eines selbständigen Landwirts in Ostfriesland geboren. Nach dem Schulbesuch absolvierte er eine landwirtschaftliche Lehre. Danach studierte er an der Universität Hohenheim Agrarwissenschaften mit den Schwerpunkten Agrarökonomie, Agrarsoziologie und Agrarpolitik. Zu dieser Zeit stand die Stellung der Landwirte in der Gesellschaft im Fokus seines Forschungsinteresses. So hatte er schon 1972 zu Bauern, Bauernverband und Gewerkschaften publiziert.
1973 promovierte er in Hohenheim mit der Promotionsschrift Politisches Verhalten und Bewusstsein deutscher Bauern und Arbeiter-Bauern, unter besonderer Berücksichtigung revolutionärer und gegenrevolutionärer Bewegungen und Ansätze. Diese Arbeit wurde 1975 als Buch publiziert mit dem Titel „Bauern und Politik“. In einer Rezension dazu schrieb Jens Flemming, dass die Publikation nicht ohne Informationsgehalt sei, aber durch die Konzentration auf „revolutionäre und gegenrevolutionäre Bewegungen“ würde bei der Frage nach dem politischen Verhalten der Bauern der Blick zu sehr auf die Extreme im Parteienspektrum (NSDAP und KPD) verengt. Gleichzeitig würden aber mit dem Fokus auf „Selbsthilfebewegungen“ der Bauern durchaus „Ansätze und Methoden einer alternativen Bauernpolitik sichtbar werden, die sich aus der einseitigen Verklammerung mit dem Bauernverband zu lösen beginnt“. Dies betraf vor allem den im dritten Kapitel vorgestellten, 1973 im Landkreis Böblingen gegründeten „Arbeitskreis junger Landwirte“, aus dem später die Arbeitsgemeinschaft bäuerliche Landwirtschaft hervorging und deren Mitbegründer er war.
Nach der Zeit in Hohenheim 1971–1973 als Wissenschaftlicher Mitarbeiter in der Abteilung für international vergleichende Agrarpolitik arbeitete er, nachdem er kurzzeitig arbeitslos gewesen war, ab 1974 als Studiengangplaner an der Carl von Ossietzky Universität Oldenburg. 1975 wurde er im Alter von erst 32 Jahren zum Professor an die damalige Gesamthochschule Kassel berufen. Dort lehrte und forschte er anfänglich in Kassel am Fachbereich Stadt- und Landschaftsplanung und gründete die „AG Ländliche Entwicklung“. 1998 wechselte er nach Kassel-Witzenhausen, dem deutschlandweit ersten und bisher einzigen Fachbereich für Ökologische Agrarwissenschaften. Das eigene Fachgebiet in Witzenhausen hieß „Landnutzung und regionale Agrarpolitik“.
Neben den agrarhistorischen Arbeiten war ein weiterer Schwerpunkt der Arbeiten von Onno Poppinga die Agrarpolitik. Schon während seiner Studienzeit hatte er die Entwicklung der Landwirtschaft hin zu industrieller Produktion kritisch gesehen und sich während seines gesamten Berufslebens für die bäuerliche und die ökologische Landwirtschaft eingesetzt. Ebenso hinterfragte er kritisch die Rolle der eigenen Wissenschaftsdisziplin im Industrialisierungsprozess. Diese Kritiken wurden von ihm und seinen Mitarbeitern und Mitarbeiterinnen der AG Ländliche Entwicklung in der Reihe „Die Wissenschaft und die Bauern“ publiziert. Hierbei versuchte und versucht Onno Poppinga, dabei in Richtung eines Dialogs zwischen Landwirten und Verbrauchern zu arbeiten. So gab die „AG Ländliche Entwicklung“ zwischen 1986 und 2009 insgesamt 62 Ausgaben der eigenen Serie „arbeitsergebnisse“ heraus. Seine Schriften entsprachen nicht der gängigen Lehrmeinung und galten eher als „heimlich in den Ministerialbürokratien gelesenes Theorieorgan der Agraropposition“.
Neben diesen beiden Schwerpunkten bestand die Besonderheit seines Profils darin, dass er drittens ebenso im Bereich Tierhaltung und Tierforschung tätig war. Nach der Anpachtung der Domäne Frankenhausen als Versuchsbetrieb der Universität Kassel war er am Aufbau einer Milchvieherde beteiligt. Zum Schwerpunkt Tierhaltung und hier insbesondere zum Bereich Milchviehhaltung hat er intensiv gearbeitet, vor allem zur Frage der Wirtschaftlichkeit in der Milchviehhaltung und auch nach 2009. Onno Poppinga betreibt zudem seit 1979 gemeinsam mit seiner Frau eine Pensionspferdehaltung im Nebenerwerb. Ebenso hatte er bis zu seiner Pension selbst auch Milchkühe gehalten. Diese Besonderheit wurde schon zu der Zeit seiner Berufung hervorgehoben, wenn es z. B. von dem Architekten Michael Wilkens hieß: „Also der neue Kollege Poppinga sah eher aus wie ein Bauer, und was das Faszinierendste war: der war auch einer.“

## Wirken ab 2009
Am 1. April 2009 ging Onno Poppinga in den Ruhestand. Seine Professur wurde nicht wiederbesetzt, weshalb Studenten die Ringvorlesung „Agrarpolitik in der Lee(h)re“ organisierten. Der Wegfall des Fachgebietes wurde damit begründet, dass dieses einst vom Fachbereich 6 der Universität Kassel nach Witzenhausen gewechselt war und nun eine Rückgabepflicht der Stelle bestünde. Gleichzeitig kam es zu der Tendenz, dass der Fachbereich „Ökologische Agrarwissenschaften“ Kassel staatsvertraglich geregelt stärker mit der Georg-August-Universität Göttingen kooperierte, welche traditionell wenig mit der ökologischen Landwirtschaft verbunden ist. Zudem gab es in Göttingen eine Professur mit dem Namen „Agrarpolitik“. Diese ist dort allerdings dem Department für Agrarökonomie und Rurale Entwicklung zugeordnet und von einem Ökonomen besetzt. Diese Ausprägung – dass Agrarpolitik als Agrarökonomie verstanden wird und daher auf den Professuren für Agrarpolitik seit ausschließlich Professoren bzw. Professorinnen der Agrarökonomie lehren – hat sich seit Jahrzehnten an allen 10 agraruniversitären Standorten etabliert.
Für Onno Poppinga wurde unter dem Titel „Gegenwind aus Ostfriesland“ nach der Beendigung seiner Tätigkeit ein Buch erstellt. Bernd Hüttner bezeichnet den Wissenschaftler in seiner Buchbesprechung als bekannten Linken und als „Partisan unter den Agrarprofessoren“, eine Anspielung auf Wolfgang Abendroth, dem Begründer der „Marburger Schule“, die neben der Kölner Schule und Freiburger Schule eine der einflussreichen Schulen in der bundesdeutschen Politikwissenschaft war und sich durch eine explizite Bezugnahme auf die Ideen und Theorien in der Folge von Karl Marx und Friedrich Engels abhob. Insbesondere die kritische Auseinandersetzung mit den herkömmlichen Auffassungen der an den Universitäten vertretenen Agrarökonomik hatten seine Tätigkeit an der Universität Kassel geprägt. Stellvertretend dafür steht die von ihm mit initiierte Stellungnahme „Eine Neuorientierung der Agrarpolitik ist notwendig“ als Antwort zu dem 2001 getätigten Aufruf „Professoren mahnen zur Vernunft in der Agrarpolitik“. Dieser wurde von 44 Agrarökonomen und 1 Agrarökonomin nach dem BSE-Skandal und dem Absetzen des damaligen Agrarministers publiziert und in dieser warnten sie vor „klein und öko“. In der von Onno Poppinga mit initiierten Stellungnahme hieß es dazu, dass die Warnung der Agrarökonomen vor einer künftigen agrarpolitischen Bevorzugung (von z. B. ökologisch ausgerichteten Betrieben) konterkariert wird durch ihre eigene Bevorzugungspolitik. Denn schließlich sind sie Jahrzehnte lang einseitig für industrielle Großbetriebe eingetreten, d. h., „In unzähligen wissenschaftlichen Beiräten, Gutachten und Forschungsprojekten haben Agrarökonomen das ökonomische Naturgesetz vom ‚Wachsen oder Weichen‘ zum Regulativ erklärt und damit zu der gegenwärtigen Sackgasse beigetragen.“ Indem sie so mitverantwortlich sind, dass für solch Agrarpolitik die entsprechenden Bedingungen geschaffen wurden, führte das für die Landwirte zu der Situation: „Kein Bauer kann es sich mehr leisten, andere als ökonomische Überlegungen zur Richtschnur seiner Produktion zu machen.“
Poppinga hat sich seit 2009 im Ruhestand weiterhin in die agrarischen Debatten eingemischt. Vor allem im jährlich erscheinenden Kritischen Agrarbericht, der vom AgrarBündnis herausgegeben wird, sowie auf den Seiten des Kasseler Instituts für ländliche Entwicklung sind seine jährlichen Beiträge zu aktuellen agrarischen Themen zu finden, insbesondere zum Schwerpunkt Produktion und Markt.
Jünger stoßen aufgrund der steigenden Preise für Betriebsmittel in der Landwirtschaft die Arbeiten zu Strategien einer effizienten Produktion durch Reduzierung des Inputs – im Bereich Milch realisiert als kraftfutterreduzierte Milchviehhaltung – auf Interesse. Eine Aktualisierung der Analysen zu den Milcherzeugungskosten erfolgten 2022. Zudem wurden ab 2023 Analysen vom Kasseler Institut für ländliche Entwicklung e. V. und der Universität Göttingen in dem durch das Bundesamt für Naturschutz (BfN) gefördertem Forschungsprojekt BioDivMilchplus in Zusammenarbeit mit Milchviehbetrieben aus Norddeutschland durchgeführt.
Ebenso interessieren die jüngeren Bauernproteste und ihre Hintergründe. 2023 erschien in der WOZ eine vierteilige Artikelserie zu Onno Poppinga und aktuellen Fragen zu den Bauernprotesten, der aktuellen multiplen Krise, dem Ukrainekrieg usw. Zur aktuellen Situation der Landwirte und den historischen Hintergründen erschien 2025 der Beitrag "Konversionsstrategien in der Landwirtschaft. Agrarische sozialökologische Transformation und die Landwirte".

## Publikationen (Auswahl)
- Politisches Verhalten und Bewusstsein deutscher Bauern und Arbeiter-Bauern, unter besonderer Berücksichtigung revolutionärer und gegenrevolutionärer Bewegungen und Ansätze. 1973, DNB 751136662 (Dissertation Universität Hohenheim, Fachbereich Wirtschafts- und Sozialwissenschaften, 1973, 314, Seiten).
- Bauern und Politik, Europäische Verlagsanstalt, Frankfurt am Main und Köln 1975, ISBN 3-434-20077-0.
- mit Hans Martin Barth, Hiltraut Roth: Ostfriesland. Biographien aus dem Widerstand, Syndikat Verlag, Frankfurt am Main, 1977, ISBN 3-8108-0024-4.
- als Herausgeber: Produktion und Lebensverhältnisse auf dem Land. Leviathan Sonderheft, 1979.
- mit Götz Smidt: Die zwei Wege landwirtschaftlicher Reformen: umweltverträgliche Produktion in bäuerlichen Betrieben oder Ausgleichspolitik. ABL Bauernblatt Verlag Rheda-Wiedenbrück, 1985, vierte Auflage 1990.
- Hintergründe der Verdrängung von Grundfutter durch Kraftfutter. In: Arbeitsgemeinschaft für bäuerliche Landwirtschaft (Hrsg.): Naturschutz durch staatliche Pflege oder bäuerliche Landwirtschaft? ABL Bauernblatt Verlag Rheda-Wiedenbrück, 1987, S. 77–92.
- Nicht Wissenschaft oder Politik, sondern Wissenschaft und Politik. In: Hugo Gödde, Dieter Vögelin: Für eine bäuerliche Landwirtschaft. Materialien zur Tagung, Bielefeld – Bethel, 27.–30.01.1988, S. 1–8.
- Wie beweiskräftig sind Forschungsergebnisse zum Leguminosenanbau? In: Arbeitsgemeinschaft bäuerliche Landwirtschaft (Hrsg.): Leguminosen – oder wie die Königin des Ackerbaus bei der Wissenschaft in Ungnade fiel, 1991, S. 43–96.
- mit Andrea Fink-Kessler, Ulrich Häpke, Anke Schekahn und Gerda Weber: Regionale Lösungen für regionale Probleme. Vorschläge zur Landesagrarpolitik entwickelt an zwei Kreisen in Nordrhein-Westfalen. Arbeitsberichte des Fachbereichs Stadtplanung/Landschaftsplanung Heft A 132, Universität Gesamthochschule Kassel, 1998.
- mit Ulf Hahne, Götz Schmidt, Frieder Thomas: Wissenschaftler für eine neue Agrarpolitik. Kasseler Erklärung. In: Jahrbuch für Ökologie. Beck München, 2001, S. 41–46.
- mit Frieder Thomas, Elisabeth Hartmann, Rainer Luick: Agrarumweltmaßnahmen in der Bundesrepublik Deutschland. Abschlussbericht des F+E-Vorhabens: Agrarumweltmaßnahmen in der Bundesrepublik Deutschland. Analyse der Umsetzung aus der Sicht des Natur-, Umwelt- und Ressourcenschutzes: Effektivität, Schwachstellen, weitere Entwicklung. Bundesamt für Naturschutz (Hrsg.), Reihe: Naturschutz und biologische Vielfalt, Heft 4, Bonn-Bad Godesberg, 2004.
- mit Günter Biedermann und Inge Weitemeyer: The genetic structure of the population of the black pied lowland breed. In: Züchtungskunde 77 (1), 2005, S. 3–14.
- Der wissenschaftliche Beirat als Sachwalter der Interessen landwirtschaftlicher Großbetriebe (= Universität Kassel, Fachgebiet Landnutzung und Regionale Agrarpolitik: Arbeitsergebnisse 2005-2009, Heft 61), Universität Kassel, Witzenhausen 2006, DNB 980641233.
- mit Heiner Gröschner, Karin Jürgens, Frieder Thomas und Michael Wohlgemuth: Bindung der Direktzahlungen an Arbeit statt Fläche – Wirkungen von Vorschlägen zur Reform des Systems der Direktzahlungen in der Gemeinsamen Agrarpolitik; Kasseler Institut für ländliche Entwicklung e. V. (Hrsg.), Arbeitsergebnisse 2, 2012.
- mit Anneke Jostes: Arbeit richtig bewerten! Eine kritische Analyse zur aktuellen Debatte. Kasseler Institut für ländliche Entwicklung e. V. (Hrsg.): Arbeitsergebnisse 4, 2013.
- mit Karin Jürgens und Urs Sperling: Wirtschaftlichkeit einer Milchviehfütterung ohne bzw. mit wenig Kraftfutter. Forschungsbericht zur Studie im Auftrag der Internationalen Forschungsgemeinschaft für Umweltschutz und Umwelteinflüsse auf Mensch, Tier, Pflanze und Erde e. V. (Langfassung). arbeitsergebnisse 08, Kasseler Institut, 2016.
- Alles andere als ein Paradigmenwechsel. Ein kritischer Kommentar zum „Tierwohl“-Gutachten des wissenschaftlichen Beirats für Agrarpolitik beim BMEL. In: AgrarBündnis (Hg.). Landwirtschaft 2016. Der kritische Agrarbericht, AbL-Verlag Hamm S. 162–168.
- mit Karin Jürgens, Frieder Thomas, Katharina Bettin und Johannes Isselstein: Für mehr Artenvielfalt im Grünland: Die Wettbewerbsfähigkeit der kraftfutterreduzierten Milchviehhaltung stärken! arbeitsergebnisse 14, Kasseler Institut, 2020.
- mit Katrin Hirte: Konversionsstrategien in der Landwirtschaft. Agrarische sozialökologische Transformation und die Landwirte. In: Konversion – Wirtschaftsdemokratie für  den sozialökologischen Umbau, hrsg. von Peter Bartelheimer und Silke Ötsch. Metropolis Verlag Marburg, S. 207–232.